# 卡托維治國際機場
卡托維治國際機場（波蘭語：Międzynarodowy Port Lotniczy Katowice）是波蘭城市卡托維治的一座國際機場，位於卡托維治以北30 km（19 mi）處。卡托維治國際機場是波蘭年乘客人數第四多的機場。該機場最初是德國的軍用機場。

## 外部連結
维基共享资源上的相關多媒體資源：卡托維治國際機場
- Official website （页面存档备份，存于） （英文） （德文） （法文） （捷克文） （乌克兰語） （波兰語）
- Service Platform for the Katowice Airport passengers, co-financed by the European Union （波兰語）
- NOAA/NWS上EPKT机场的即時天氣